# 土田村 (岐阜県)
土田村（どたむら）は、かつて岐阜県可児郡にあった村である。現在の可児市西部に該当する。
木曽川の南岸及び可児川沿いであり、上街道の宿場（土田宿）を中心とした村であった。
日本ライン下り発祥地である。

## 歴史
- 1694年（元禄7年） - 伏見宿の新設に伴い、土田宿は中山道の宿場から上街道の宿場となる。
- 江戸時代末期、この地域は尾張藩領であった。
- 1889年（明治22年）7月1日 - 町村制により、土田村が成立。
- 1955年（昭和30年）2月1日 - 今渡町、広見町、久々利村、平牧村、春里村、帷子村と合併し可児町となる。同日、土田村廃止。

## 学校
- 土田村立土田小学校（現・可児市立土田小学校）
- 今渡町・土田村・春里村・帷子村4ヶ町村立蘇南中学校（現・可児市立蘇南中学校）

## 交通
- 名古屋鉄道広見線
  - ライン遊園駅[2]

## 神社・仏閣
- 東山神社
- 津島神社
- 白鬚神社

## 史跡
- 土田宿
  - 本陣跡
- 土田城址
生駒氏（土田政久、土田秀久、生駒親重）ゆかりの城